# Payne Fund
Payne Fund (właś. The Payne Study and Experiment Fund) – fundacja stworzona założona w 1927 roku przez Frances Payne Bolton w celu zbadania wpływu literatury brukowej na młode kobiety.  Bolton była zamożną matką, która interesowała się edukacją i założyła fundusz, ponieważ obawiała się wpływu mediów na młodzież.

## Badania Kina
Fundacja w latach 30. XX wieku  prowadziła badania nad domniemanym szkodliwym wpływem kina na dzieci i młodzież. Badania te miały charakter interdyscyplinarny: w skład zespołu badawczego wchodzili socjologowie, psycholodzy i pedagodzy. Wśród badaczy znalazł się Herbert Blumer, który był głównym twórcą badania, a w przyszłości twórcą interakcjonizmu symbolicznego. Ich wyniki opublikowano w 1933 w 12 tomach.

### Wnioski z badania
Aż do  opublikowania wyników badania zakładano, że kino ma wyłącznie szkodliwy wpływ na młodych odbiorców. Wyniki tego badania częściowo obaliły tę tezę. Badanie pokazało, że  dla dzieci i młodzieży pójście do kina nie jest przeżyciem indywidualnym (odmiennie niż w przypadku książek), a wiąże się z życiem zbiorowym dzieci. A filmy, choć oddziałują na dzieci, wiążą się z uspołecznianiem i uczeniem odgrywania ról społecznych, a nie przyswajaniem i naśladowaniem bohaterów filmów. Zauważono też, że kino bezpośrednio nie jest konkurencją dla książek, a zatem nie można sądzić, że pojawienie się kina jest główną przyczyną spadku czytelnictwa.